# کلی ویلیامز
کلی ویلیامز (انگلیسی: Kelli Williams؛ زادهٔ ۸ ژوئن ۱۹۷۰) یک هنرپیشه اهل ایالات متحده آمریکا است. وی از سال ۱۹۸۹ میلادی تاکنون مشغول فعالیت بوده است.

## گزیده فیلمشناسی
از فیلم‌ها یا برنامه‌های تلویزیونی که وی در آن نقش داشته است می‌توان به آثار زیر اشاره کرد.
- آقای جونز (فیلم ۱۹۹۳) (۱۹۹۳)
- عزیزم رفت (۱۹۹۴)
- حصار چوبی (۱۹۹۶)
- دیدبان سوم (۲۰۰۵)
- به من دروغ بگو (۲۰۰۹–۱۱)
- ذهن‌های مجرم (۲۰۱۱)
- منتالیست (۲۰۱۱)
- ان‌سی‌آی‌اس (۲۰۱۴/۱۵)
- پرورشگاهی‌ها (مجموعه تلویزیونی) (۲۰۱۶)